# 37mm軽迫撃砲
37mm軽迫撃砲(ロシア語：Миномёт-лопата　英語：37mm Spade Mortar)とは第二次世界大戦で赤軍が使用した軽迫撃砲である。

## 概要

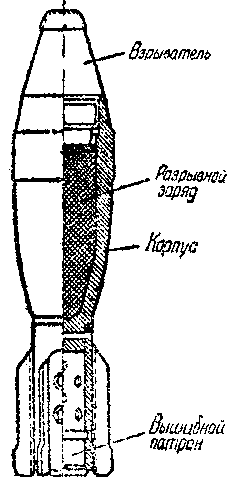
37mm迫撃砲弾

全金属製のシャベルの柄（砲身）から単脚を外して組み直すと前装式の軽迫撃砲になる構造をしており、シャベル兼用迫撃砲という他に例の無い構造をしている。
運搬から射撃まで全てを兵士1人で行う構造になっており、照準装置は無く、目分量で照準する。兵士1人が15発程度の弾薬を携行する。
ドイツ国防軍では鹵獲兵器番号Spatengranatwerfer 161（r）を与え、Spatenはショベル、Granatwerferは迫撃砲を意味する。
第二次世界大戦ではあまり役に立っていなかったが、1990年代になってから同様の兵器とも言うべき、40mm榴弾発射筒付ショベル（Гранатомёт-лопата Вариант）が開発されている。全体の構成は37mm軽迫撃砲に酷似し、GP-25用のグレネード弾を使用する。

## 諸元
- 口径: 37 mm (1.45 in)
- 砲身長: 520 mm (20.47 in)
- 砲腔長: 375 mm (14.76 in)
- 重量: 2.4 kg (5.3 lb)
- 最大射程: 300 m (328 yds)
- 砲弾重量: 0.68 kg (1.5 lb)